# کوین کارتر
کوین کارتر(به انگلیسی: Kevin Carter) عکاس و فتوژورنالیست سرشناس عکس کودک و لاشخور است که در ۱۳ سپتامبر ۱۹۶۰ در ژوهانسبورگ در زمان رژیم آپارتاید آفریقای جنوبی متولد شد.در گروهی پنج نفره جهت گرفتن عکس از قحطی زدگان سودان به آن کشور سفر کرد و موفق به ثبت عکس معروف کودک و لاشخور شد.این عکس در ۲۶ مارس ۱۹۹۴ در روزنامه نیویورک تایمز به چاپ رسید و پس از آن روزنامه های فراوانی اقدام به چاپ مجدد آن نمودند.عکس وی در ۲۳ می ۱۹۹۴ در دانشگاه کلمبیا آمریکا برنده جایزه پولیتزر گشت. وی در ۲۷ ژولای ۱۹۹۴ در ساعت ۹ شب به دلایل افسردگی خودکشی کرد.

## خودکشی

کودک و لاشخور، عکسی که برای کوین کارتر عکاس آن جایزه پولیتزر را به همراه داشت۱۹۹۳

در روز ۲۷ ژوئیه سال ۱۹۹۴ کارتر که پس از ثبت این لحظه در عکس خود، مرحله‌ای تازه و دردناک از زندگی خویش را آغاز کرده بود، و از جهت عدم پیگیری وضعیت کودک نشان داده شده در عکس، مورد انتقاداتی واقع شده بود؛ در اوج ناامیدی و استیصال به زندگی خویش خاتمه داد. وی یک سر شلنگی را بوسیله نوارچسب به لوله اگزوز وانت خود و انتهای دیگر آن را به پنجره سمت مسافر متصل کرد و خودرو خویش را روشن کرد و بدین ترتیب بر اثر مسمومیت با مونوکسید کربن درگذشت. وی در هنگام مرگ تنها ۳۳ سال داشت. در بخشهایی از یادداشتی که کارتر پیش از خودکشی از خود باقی گذاشت آمده‌است:
من افسرده و ناامید بودم... بدون تلفن... بدون پول برای پرداخت اجاره... بدون پول برای حمایت از کودکان... بدون پول برای پرداخت بدهی... بدون پول!!... ذهن من با خاطرات زنده‌ای از خشم و درد و کشتار و اجساد روی هم تلنبار شده و خانه‌های خالی از سکنه و کودکان گرسنه و رنجور انباشته شده‌است... من اگر شانس بیاورم برای پیوستن به «کن» خواهم رفت (مقصود از کن، کن اوستربروک، دوست و همکار کارتر بود که اخیراً درگذشته بود)